# Lago Malebo

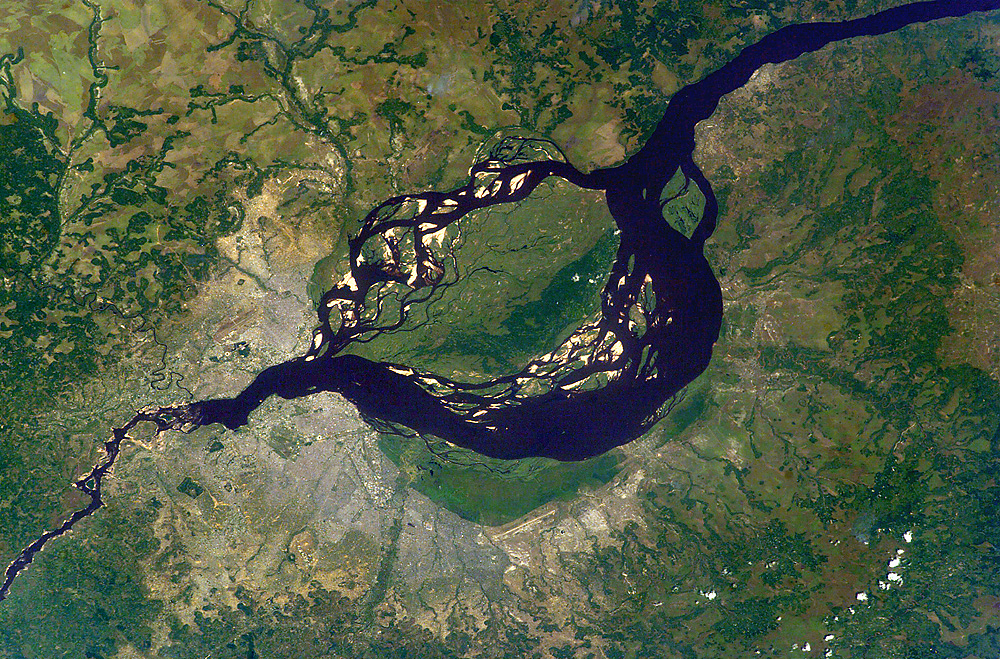
Imagem de satélite do lago Malebo

O lago Malebo (em francês: Pool Malebo; antigamente: Stanley Pool) é um lago natural do centro-oeste de África localizado na fronteira República do Congo-República Democrática do Congo, atravessado pelo Rio Congo.
Tem cerca de 450 km², com várias ilhas no centro, sendo a maior delas a ilha Bamu (ou Mbamu), na parte noroeste. Sua profundidade máxima é de 16 metros.
Ambas as capitais congolesas, Quinxassa e Brazavile, ficam nas margens do lago Malebo, que marca o início da parte navegável do rio Congo, já que, um pouco abaixo, o rio tem uma série de corredeiras conhecidas como Quedas de Livingstone.